# Cinturón de Mozambique

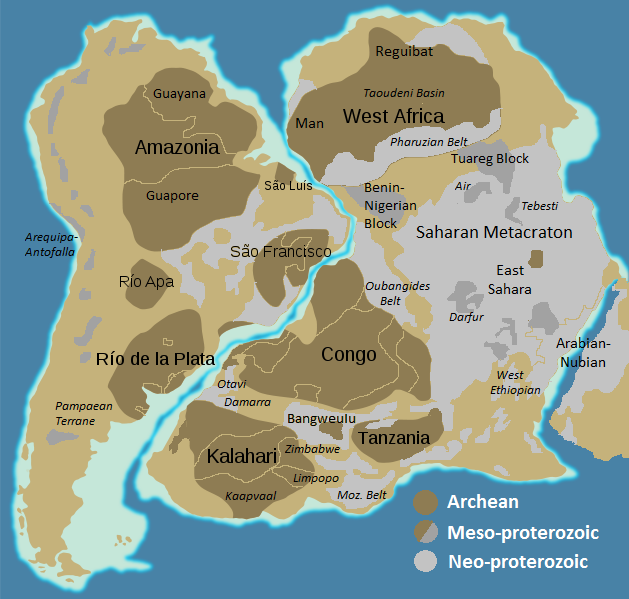
Gondwana occidental con los principales cratones en marrón y orogenias panafricanas en gris

El Cinturón de Mozambique es un cinturón de la corteza terrestre que se extiende desde la Antártida Oriental a través de África Oriental hasta el escudo arábigo-nubiano. Es una sutura entre placas durante la orogenia panafricana, cuando se formó Gondwana.
El Cinturón de Mozambique incluye la parte de Mozambique que se formó cuando el mar se abrió y otras partes que se formaron cuando el mar se cerró posteriormente.

## Medida
La parte occidental del cinturón de Mozambique está compuesta principalmente por gneises superiores de grado anfibolita, rocas reelaboradas del cratón de Tanzania y el cinturón de Usagaran, emplazadas hace entre 2.970 y 2.648 millones de años. La parte oriental tiene rocas derivadas de arcos de alta ley con edades comprendidas entre 841 y 632 millones de años.
Ambos terrenos también incluyen rocas metasedimentarias neoproterozoicas.
Las diferencias pueden indicar orígenes en dos cuencas diferentes, con las rocas de la cuenca oriental empujadas sobre las de la cuenca occidental durante el cierre del Océano de Mozambique hace entre 585 y 550 millones de años.

## Formación
Muchos geólogos consideran que el océano de Mozambique se formó durante la desintegración de Rodinia hace entre 800 y 700 millones de años, acompañada de actividad volcánica. El magmatismo de este período se encuentra en África Oriental y Madagascar, aunque no en el sur del cinturón de Mozambique. El océano probablemente separó el cratón del Kalahari del cratón combinado Congo-Tanzania, y separó el bloque Madagascar-India del bloque Congo-Tanzania. El océano comenzó a cerrarse entre Madagascar-India y Congo-Tanzania hace entre 700 y 580 millones de años, y se cerró hace entre 600 y 500 millones de años.
Las rocas expuestas en Kenia y Tanzania incluyen sedimentos de rift y metasedimentos de margen pasivo del margen continental del Neoproterozoico temprano. También incluyen material de la corteza más antiguo del cratón de Tanzania que ha sido reelaborado. Hubo un tiempo en que se pensó que el cinturón había sido causado por la colisión del este y el oeste de Gondwana. Según una teoría más reciente, Gondwana se formó durante un período prolongado a partir de la acreción de terrenos independientes.
Las rocas del cinturón de Mozambique se formaron a partir de una subcapa magmática y un período de residencia en la corteza media-inferior seguido de un enfriamiento hace entre 640 y 620 millones de años. Las rocas fueron exhumadas hace más de 500 millones de años. Los niveles más profundos de la corteza terrestre se elevaron por el cierre del océano de Mozambique y los restos del arco de la corteza superior fueron eliminados por la erosión.